# Dmesg
dmesg (od ang. diagnostic message) – polecenie systemowe rodziny Unix wyświetlające bufor warstwy jądra. Umożliwia m.in. wyświetlenie komunikatów startowych ładowania systemu.